# José Joaquín Rojas Gil
José Joaquín Rojas Gil (Cieza, 2 de juny del 1985) és un ciclista professional espanyol des del 2006 i fins al 2023. Un cop retirat passà a exercir de director esportiu de l'equip Movistar Team.
En el seu palmarès destaca la victòria al Campionat d'Espanya en ruta de 2011 i una etapa de la Volta a Catalunya del mateix any. El 2016 tornà a repetir la victòria al campionat nacional.
El seu germà Mariano també es dedicà professionalment al ciclisme.

## Palmarès
- 2003
  -  Campió d'Espanya sub-17 en contrarellotge
- 2004
  - 1r de la Volta a Valladolid
- 2006
  - 1r de la classificació de la muntanya de la Tirrena-Adriàtica
- 2007
  - Vencedor d'una etapa de la Volta a Múrcia
  - 1r de la classificació per punts de la Volta a Polònia
- 2008
  - 1r del Trofeu Pollença
  - 1r de la classificació dels joves del Tour Down Under
- 2009
  - Vencedor d'una etapa del Tour de l'Ain
- 2011
  -  Campió d'Espanya en ruta
  - 1r al Trofeu Deià
  - Vencedor d'una etapa de la Volta a Catalunya
- 2012
  - Vencedor d'una etapa de la Volta al País Basc
- 2014
  - Vencedor d'una etapa de la Volta a Castella i Lleó
- 2015
  - Vencedor d'una etapa al Tour de Qatar
- 2016
  -  Campió d'Espanya en ruta

### Resultats al Giro d'Itàlia
- 2007. Abandona (10a etapa)
- 2016. 49è de la classificació general
- 2017. 50è de la classificació general
- 2019. 50è de la classificació general
- 2022. 69è de la classificació general
- 2023. 79è de la classificació general

### Resultats al Tour de França
- 2009. 84è de la classificació general
- 2010. 68è de la classificació general
- 2011. 80è de la classificació general
- 2012. Abandona (3a etapa)
- 2013. 79è de la classificació general
- 2014. Exclòs (18a etapa)
- 2018. Abandona (9a etapa)
- 2020. 70è de la classificació general

### Resultats a la Volta a Espanya
- 2012. No surt (14a etapa)
- 2015. 43è de la classificació general
- 2016. Abandona (20a etapa)
- 2017. 22è de la classificació general
- 2019. 30è de la classificació general
- 2020. 32è de la classificació general
- 2022. 48è de la classificació general